# Intrude
Intrude' je počítačová hra od českého vývojáře Michala Kruby. Hra je inspirována tituly jako Wolfenstein 3D nebo Doom. Vyšla 1. srpna 2016.

## Hratelnost a příběh
Hráč se ujímá osamělého vojáka, který je vyslán na misi do podzemní základny obsazené jakousi soukromou armádou. Cílem je probít se přes nepřátele, zjistit co jsou zač a najít zdroj signálu, který je vysílán ze základny. Hra obsahuje 15 úrovní, které jsou plné nepřátel. Hráč má k dispozici sadu zbraní, která zahrnuje nůž, pistoli, brokovnici, rotační kulomet a raketomet. Hráč se musí vždy dostat na konec levelu. Taktéž může sbírat datová jádra, která mu objasní, co jsou nepřátelé zač.